# Ayanlar Höyük
Ayanlar Höyük è un importante sito archeologico neolitico situato a circa 30 km a ovest di Şanlıurfa, nel sud-est della Turchia. Scoperto nel 2013 durante ricognizioni di superficie, il sito è parte integrante del progetto Taş Tepeler (Colline di Pietra in turco), che comprende una serie di insediamenti risalenti al periodo neolitico pre-ceramico. La scoperta di Ayanlar Höyük ha ampliato la comprensione della distribuzione e della complessità degli insediamenti neolitici nella regione di Şanlıurfa. La sua inclusione nel progetto Taş Tepeler sottolinea l'importanza del sito nello studio della transizione delle società umane da gruppi di cacciatori-raccoglitori a comunità agricole stanziali.

## Ritrovamenti
Ayanlar Höyük si estende su una superficie di circa 14 ettari, rendendolo uno dei più grandi tumuli neolitici della regione, comparabile per dimensioni a siti come Göbekli Tepe e Karahan Tepe. Le indagini archeologiche hanno datato il sito al periodo neolitico pre-ceramico (PPNB), collocandolo tra il Neolitico pre-ceramico antico e medio.
Durante le ricognizioni di superficie, sono stati rinvenuti manufatti che presentano caratteristiche simili a quelli di altri importanti siti neolitici della regione, come Körtik Tepe, Göbekli Tepe, Nevalı Çori e Karahan Tepe. Tra questi, tre reperti datati al periodo neolitico pre-ceramico, ora conservati nel Museo archeologico e dei mosaici di Şanlıurfa, sono stati attribuiti ad Ayanlar Höyük.